# 警固村
警固村（けごむら）は、福岡県筑紫郡にあった村。旧那珂郡。福岡市へ編入され消滅した。

## 沿革
- 1889年4月1日 - 町村制施行に伴い薬院村、下警固村、庄村、今泉村が合併して那珂郡警固村が成立。
- 1896年4月1日 - 郡の統合により那珂郡が御笠郡、席田郡と合併して筑紫郡となる[1]。
- 1912年10月1日 - 福岡市へ編入される。